# Herbert Erich Buhl
Herbert Erich Buhl (geboren 21. März 1905 in Zossen; gestorben 6. September 1948 in Genthin) war ein deutscher Schriftsteller.

## Leben
Herbert Erich Buhl studierte Jura und wurde 1930 an der Universität Greifswald promoviert. Als freier Schriftsteller veröffentlichte er historische Romane und Jugendbücher. In der Zeit des Nationalsozialismus arbeitete er als Referent in der Reichsschrifttumskammer in der Gruppe Buchhandel. Er lebte in Leipzig, dann in Berlin und schließlich in Genthin. Er schrieb auch unter den Pseudonymen Hans Bardowieck und Joachim Lautenschlager.

## Werke (Auswahl)
- Das Rechtsverhältnis des Notars zum Auftraggeber in Deutschland, zugleich in Vergleichung mit außerdeutschen Rechten. 1929. Greifswald, Univ., Diss., 1930
- Götz von Berlichingen. Berlin : Junge Generation, 1938
- Maria Mancini : Ludwigs XIV. einzige Liebe. Berlin : Vier Falken-Verl., 1938
- Joachim Lautenschlager: Das Wappen von Hamburg: aus dem Kampf um Deutsch-Ostafrika. Leipzig: Schmidt & Spring: 1938
- Meuterei um Mansfeld. Zeichnungen Hjalmar Becker-Berke. Berlin : Junge Generation, 1939
- Die Ehre des Hauses : Roman aus der italienischen Renaissance. Berlin : Vier Falken-Verl., 1939
- Krone der Frauen : Roman der Königin Brunhild. Berlin : Reichel, 1939
- Hans Sagan siegt : Wie der Schustergeselle Hans Sagan den Deutschen Orden und das Land Preußen rettete, sich und dem ehrsamen Handwerk zu Ruhm und Ehr!. Erzählung.  Zeichnungen Kurt Blisch. Berlin : Junge Generation, 1940
- Der Flieger von Coolskerke : Roman. Berlin : Reichel, 1940
- Melitta hatte recht! Roman. Berlin : Reichel, 1940
- Auf fremdem Thron : Roman der Königin Kriemhild. Berlin : Reichel, 1941
- Gevatter Tod : Roman des ewigen Arztes. Berlin : Reichel, 1944